# Kodak Tri-X
La Kodak Professional Tri-X es una película fotográfica en blanco y negro de alta sensibilidad.

## Características
La versión más conocida de esta película es la denominada 400TX, con una sensibilidad nominal ISO 400/27º, siendo una práctica común para esta película el forzarla a sensibilidades mayores, compensando la subexposición durante el revelado. La versión 400TX está disponible en los formatos 135, 120 y película de 35 milímetros en rollo de 30 metros y medio.
Existe otra versión, denominada 320TXP, ligeramente diferente de la anterior, disponible en forma de placas para fotografía en formato grande.